# 七座神社
七座神社（ななくらじんじゃ）とは、秋田県能代市二ツ井町小繋にある神社である。「ななざじんじゃ」とは、読まない。山号は、七座山。斉明天皇4年（658年）に阿部比羅夫が創建したと言われている。別名「天神七座神社」。旧社格は県社。神社からは、能代市の一部や、七座山を望むことができる。受験の神様として有名である。
七座神社と米代川をはさんだ対岸には7つのピークがある七座山（ななくらやま）があり、一つの鳥居は七座山に向かって建つ。

## 歴史
阿部比羅夫がこの地に到達したという伝説は、江戸時代この七座神社の神主が唱えた。斉明天皇5年（659年）に阿部比羅夫は飽田（秋田）や渟代（能代）、肉入籠（ししりこ）に到るが、このししりこを秋田県北秋田市綴子（つづれこ）だという説を唱えたのは、般若院英泉であった。彼は、阿部比羅夫は米代川をさかのぼり、そして、この神社を創建したという説を唱えた。
1591年（天正19年）頃、豊臣秀吉によって秋田に追放された織田信雄は、家臣に命じて七座天神に都へ戻れるよう願をかけ、翌年帰参をゆるされたという話が『伊頭園茶話』に記録されている。「『郡邑記』の小繋村の部に、天正18年織田信雄はこの地に流されて、家臣の浜田某は深く七座天神に祈り、同19年に霊験があって織田信雄は帰国することができた」と記されている。
享保年間（1716年-1735年）に鈴木定行と加藤政貞の2名が古跡を訪ねて巡礼し定めた秋田六郡三十三観音霊場の30番目に七座神社があったが、江戸時代既に七座神社の観音像は紛失している。
1788年（天明8年）、古川古松軒は七座神社を訪れ神社の縁起を聞き、『東遊雑記』にその内容を記録している。その時、当時の別当は「斉明天皇が開基で、それ以外に由緒は知らない」と答えた。七座神社は七座山を祀っていたが、古川はこの態度に「昔は神と言っても、古墳や山や海を祀っていたことは古書に記されているが、今では社などを美々しく建設し仏教を真似て祀っている。昔は明鏡を信仰の対象としていても、今ではそれに納得せず色々飾り物を並べて、不思議を信じるものなのに、この別当の態度は殊勝だ」と書いている。
1924年（大正13年）には、坊沢村（現・北秋田市）の神明社司官の長男で、坊沢小学校校長、水沢小学校校長、宮城県師範学校教諭、陸軍幼年学校教授、帝国女子専門学校主幹等を歴任した嶺脇及多が七座神社の社司となり、消失して仮宮であった社殿の建築を行った。
七座には三湖伝説が残されており、七座神社の七座山に向かっている鳥居付近から米代川を眺めると、川の中に巨石があって、これが八郎太郎が投げた石だという伝承が残っている。
八郎太郎はこの地でダムを造り住んでいたが、神々が八郎を追い出そうとして白鼠をつかわしたという。鼠は土手に穴を掘り始めたがこの鼠を襲おうと猫たちが集まってきたので、神々は猫を繋いでこれを防いだ。そのためにこの地を昔は猫繋（ねこつなぎ）と言ったという。後に短くなり小繋（こつなぎ）になったのだという。
小繋には禁鼠大明神の祠があり、七座神社で鼠除けの札をわけているのもここからきている。

## 交通
最寄り駅:JR二ツ井駅から、国道7号 - 秋田県道3号二ツ井森吉線経由、車で10分